# Carta atenagórica
La Carta Atenagórica fue escrita en noviembre de 1690, en el convento de Santa Paula de la Orden de San Jerónimo, en la Ciudad de México, por Sor Juana Inés de la Cruz, y publicada, junto con la Carta de Sor Filotea de la Cruz, por el obispo Manuel Fernández de Santa Cruz. "Atenagórica" proviene de la expresión clásica Athena agoraea (Ἀθηνᾶ ἀγοραία), cuyo epíteto agoraeus (ἀγοραῖος) generalmente fue aplicado a ciertos dioses griegos que eran considerados protectores de asambleas de personas (ágora), como Zeus, Atenea, Artemisa y Hermes. Según Octavio Paz, significa "digna de la sabiduría de Atenea". La carta es una crítica al sermón de Mandato del portugués António Vieira sobre las finezas de Cristo. Algunos autores han supuesto que por razones teológicas, la Carta Atenagórica le podría haber acarreado a Sor Juana serios problemas con la Inquisición, pero no hay evidencia histórica de esto. Asimismo, posteriormente fue definida como un escrito lleno de "ardientes declaraciones feministas".

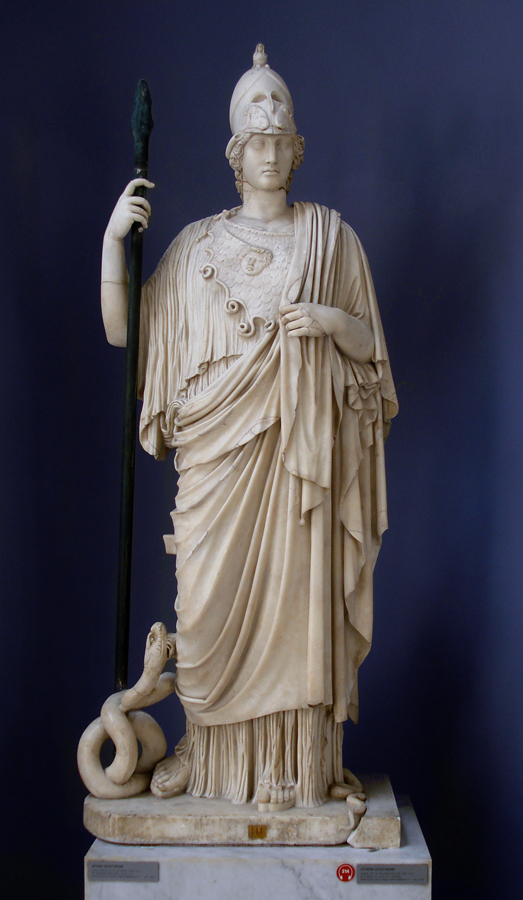
Atena Giustiniani, Atenagórica proviene del epíteto agoraea aplicado a Atenas. Significa "digna de la sabiduría de Atenea", la diosa más sabia del Olimpo. Copia romana del original griego atribuido a Fidias. Museos Vaticanos.

La Carta Atenagórica marcó el inicio del fin de la producción literaria sorjuanina. Poco tiempo después, en 1693, Sor Juana emprendió una serie de obritas llamadas de superogación, en las que pretendía agradecer a Dios por las muchas mercedes recibidas.
El estilo de la obra es claro y directo, por ser una obra filosófico-teológica. Sin embargo, sor Juana emplea varias veces razonamientos irónicos y trata con cortesía a todos los implicados.
La estudiosa italiana Alexandra Riccio plantea que Sor Juana, indirectamente, critica varios aspectos sociopolíticos del sistema colonial, lo que finalmente le granjeó reproches y órdenes de sus superiores para que dejara de escribir. Dichas alusiones pueden observarse en la Carta, pero también en sus loas y autos sacramentales. Por ejemplo, en el sarao que cierra el festejo de Los empeños de una casa, la poetisa hace cantar juntos a españoles, indios y negros, situación en la que se critica veladamente el orden de castas en la Nueva España. La misma Riccio sugiere también un paralelismo entre Sor Juana y el sacerdote insurgente Fray Servando Teresa de Mier, quien fue censurado tras un polémico sermón sobre los orígenes de la Virgen de Guadalupe en 1794.
En marzo de 1691, a modo de continuación de esta carta, Sor Juana redactará la Respuesta a Sor Filotea de la Cruz, donde se defiende argumentando que el vasto conocimiento que posee de varias áreas es suficiente para que se le permita discurrir en temas teológicos que no deben circunscribirse únicamente a los varones.

## Análisis
Es uno de los textos más difíciles de Sor Juana. Originalmente fue titulado Crisis de un sermón, pero al publicarse en 1690 se le dio el nombre de Carta atenagórica. Para Elías Trabulse, el verdadero destinatario de la Carta atenagórica es Núñez de Miranda, quien celebra en sus sermones y escritos el tema de la Eucaristía, central en la Carta. Aunque así fuera, no es improbable que Aguiar se haya sentido atacado por la publicación.
Santa Cruz hace circular la carta entre la comunidad teológica del virreinato, a fin de restarle influencia al arzobispo. Es conocida la admiración que el obispo de Puebla sentía por Sor Juana, lo que lo lleva a olvidar la actitud antifeminista predominante en el siglo XVII. De modo que la actitud admirativa de Santa Cruz, que lo lleva a editar a sus expensas la Carta, es un gesto poco común entre los intelectuales de su siglo.
A través de sus principales conclusiones, Sor Juana sostiene que los dogmas y las doctrinas son producto de la interpretación humana, la cual nunca es infalible. Como en la vastísima mayoría de sus textos, tanto dramáticos como filosóficos, la interpretación de tópicos teológicos se convierte en un juego conceptista plagado de ingenio.
Una de las preguntas que se hace Paz es a quién va dirigida la crítica en la Carta atenagórica. Entre 1680 y 1681 se da en Madrid una disyuntiva por la elección del importantísimo puesto de arzobispo de México, a la salida de Fray Payo Enríquez de Rivera. Fernández de Santa Cruz era una de las opciones contempladas, junto con Francisco de Aguiar y Seijas. Este era fiel admirador de Vieira y, al igual que el portugués, pertenecía a la Compañía de Jesús. La hipótesis de Octavio Paz es que al cuestionar a Vieira en un sermón realizado 40 años antes, Sor Juana se involucra en una presunta disputa por el poder entre ambos clérigos, desafiando a Aguiar y Seijas —conocido por misógino, por censurar el teatro, la poesía y la comedia—. La Carta Atenagórica es publicada por el prelado poblano bajo el seudónimo de Sor Filotea de la Cruz, con un prólogo en el que éste elogia y critica a la monja por sus atribuciones hacia las letras sagradas. Esta hipótesis de Paz -muy dependiente de su enfoque literario- ha sido, sin embargo, cuestionada por historiadores como Alejandro Soriano Vallés y Alberto Pérez-Amador Adam.

## Extractos
"Muy Señor Mío: De las bachillerías de una conversación, que en la merced que V. md. me hace pasaron plaza de vivezas, nació en V. md. el deseo de ver por escrito algunos discursos que allí hice de repente sobre los sermones de un excelente orador, alabando algunas veces sus fundamentos, otras disintiendo, y siempre admirándome de su sinigual ingenio, que aun sobresale más en lo segundo que en lo primero, porque sobre sólidas basas no es tanto de admirar la hermosura de una fábrica, como la de la que sobre flacos fundamentos se ostenta lucida, cuales son algunas de las proposiciones de este sutilísimo talento, que es tal su suavidad, su viveza y energía, que al mismo que disiente, enamora con la belleza de la oración, suspende con la dulzura y hechiza con la gracia, y eleva, admira y encanta con el todo."
"(Vieira) habla de las finezas de Cristo en el fin de su vida: in finem dilexit eos (Ioan. 13 cap.); y propone el sentir de tres Santos Padres, que son Augustino, Tomás y Crisóstomo, con tan generosa osadía, que dice: "El estilo que he de guardar en este discurso será éste: referiré primero las opiniones de los Santos, y después diré también la mía; mas con esta diferencia: que ninguna fineza de amor de Cristo dirán los Santos, a que yo no dé otra mayor que ella; y a la fineza de amor de Cristo que yo dijere, ninguno me ha de dar otra que la iguale". Estas son sus formales palabras, ésta su proposición, y ésta la que motiva la respuesta."
"Siento con San Agustín que la mayor fineza de Cristo fue morir. Pruébase por discurso: porque lo más apreciable en el hombre es la vida y la honra, y ambas cosas da Cristo en su afrentosa muerte. En cuanto Dios, ya había hecho con el hombre finezas dignas de su Omnipotencia, como fue el criarle, conservarle, etc.; pero en cuanto hombre, no tiene más que poder dar, que la vida. Pruébase no sólo con el texto: Maiorem hac dilectionem, etc., el cual se puede entender de otros amores; sino con otros infinitos. Sea uno el en que Cristo dice que es buen Pastor: Ego sum pastor bonus. Bonus pastor animam suam dat pro ovibus suis, donde Cristo habla de sí mismo y califica su fineza con su muerte. Y siendo Cristo quien solo sabe cuál es la mayor de sus finezas, claro es que cuando se pone a ejecutoriarlas Él mismo, a haber otra mayor, la dijera; y no ostenta para prueba de su amor más que la prontitud a la muerte. Luego es la mayor de las finezas de Cristo."